# David Batty
David Batty (Leeds, 1968. december 2. –) angol válogatott labdarúgó. Első és utolsó csapata az angol Leeds United volt.
Az angol labdarúgó-válogatott tagjaként részt vett az 1992-es labdarúgó-Európa-bajnokságon és az 1998-as labdarúgó-világbajnokságon.

## Sikerei, díjai
- Leeds United
  - Angol bajnok: 1991–92
  - Angol szuperkupa győztes: 1992
  - Angol másodosztály bajnoka: 1989–90
- Blackburn Rovers
  - Angol bajnok: 1994–95